# La Photo du colonel
Pour les articles homonymes, voir La Photo.
La Photo du colonel est un recueil de nouvelles d'Eugène Ionesco publié en 1962. Il est constitué de six nouvelles, dont quatre constituèrent le point de départ de quelques-unes des plus célèbres pièces de l'auteur (Rhinocéros, Victime du devoir), suivies de quelques pages d'un journal écrit en 1939.

## Les nouvelles
Note : entre parenthèses les pièces de théâtre qui en sont issues.
- Oriflamme (Amédée ou Comment s'en débarrasser, 1954)
- La Photo du colonel (Tueur sans gages, 1959)
- Le Piéton de l'air (Le Piéton de l'air, 1962)
- Une victime du devoir (Victimes du devoir, 1953)
- Rhinocéros (Rhinocéros, 1959)
- La Vase
- Printemps 1939 (journal)

## Discographie
Eugène Ionesco a enregistré deux de ses nouvelles, La Photo du colonel et 
Rhinocéros en 1962 chez La Voix de l'auteur (Lausanne) / Véga (Paris)